# Hans Selander
Hans Göran "Hasse" Selander, född 15 mars 1945 i Helsingborg, död 15 december 2023 i Falkenberg, var en svensk fotbollsspelare.
Selander debuterade i landslaget 1966 och togs ut till Sveriges fotbollslandslag i VM 1970 och deltog i två VM-matcher. Han vann SM-guld med Halmstads BK åren 1976 och 1979.

## Biografi
Hans Selander spelade redan under gymnasietiden högerback i Hälsingborgs IF och gjorde allsvensk debut som 18-åring hösten 1963. Som högerback debuterade han i U21-landslaget 1965 och spelade totalt 7 matcher där. I juni 1966 spelade han sin enda B-landskamp innan han debuterade i A-landslaget den 5 oktober 1966. 
Selander lämnade Helsingborg efter att laget åkt ur allsvenskan 1968 och misslyckats att via kvalet ta sig tillbaka året därpå. Sedan flyttade han till Uppsala för att studera vid Sveriges lantbruksuniversitet i Ultuna och spelade samtidigt fotboll i division III med Upsala IF (vid denna tid var allsvenskan division I). Trots spel på denna nivå behöll Selander sin plats i landslaget och deltog vid fotbolls-VM 1970. Året därpå, den 4 september 1971, spelade Selander sin trettionionde A-landskamp. 
Efter examen som agronom 1973 gick Selander över till nyblivna allsvenska laget IK Sirius. Åren 1973-1974 var han proffs i västtyska Wormatia Worms, utanför Frankfurt, där han gjorde 18 matcher och fyra mål. Worms spelade i dåvarande Regionalliga (division 2). Selander trivdes inte i Rhendalen med dess förorenade luft, lämnade klubben redan efter en säsong och återvände till IK Sirius, men när laget åkte ur allsvenskan värvades han av Halmstads BK. Där var han inledningsvis anfallare och gjorde mål redan i debutmatchen. Sedan spelade han under säsongen i tur och ordning som mittfältare, högerback och mittback. Efter att Halmstads BK men svag marginal klarat sig kvar i allsvenskan första året gick det bättre och som innermittfältare och lagkapten bidrog Selander starkt till Halmstads BK:s SM-guld 1976. I oktober 1977 blev han återigen landslagsspelare och som mittfältare spelade han tre landskamper. Den 12 november 1977 spelade han sin fyrtioandra och sista landskamp. Som högermittfältare vann Selander ännu ett SM-guld med Halmstads BK 1979. I oktober 1981 avslutade han sin allsvenska karriär.
Efter sin aktiva spelarkarriär tränade Selander några år Falkenbergs FF och Slöinge GoIF.
Efter fotbollskarriären drev Selander ett jordbruk mellan Ugglarp och Slöinge beläget mellan Halmstad och Falkenberg.

## Meriter
- 42 A-landskamper/3 mål (1966-1977)
- VM i fotboll: 1970
- Svensk mästare 1976, 1979

## Profil
- wormatia.de